# Edgar Vincent, 1. Viscount D’Abernon

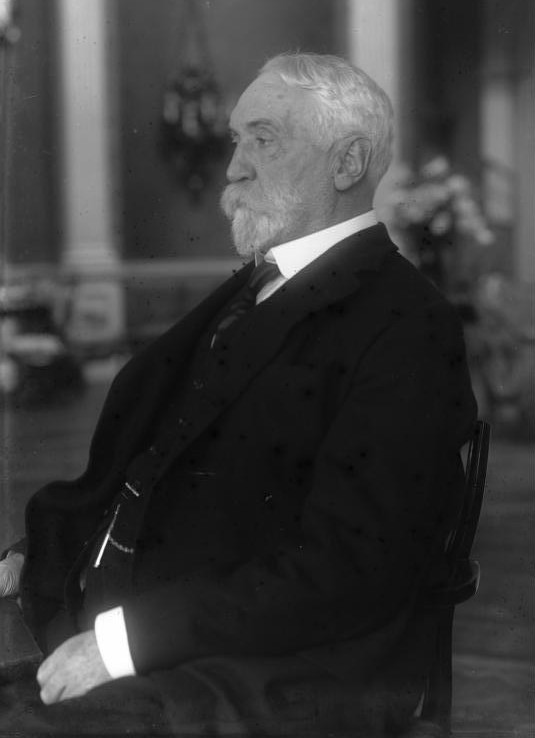
Edgar Vincent, 1. Viscount D’Abernon 1926

Edgar Vincent, 1. Viscount D’Abernon GCB, GCMG, PC, FRS (* 19. August 1857 in Slinfold, Sussex; † 1. November 1941 in Hove, Sussex) war ein britischer Politiker, Diplomat und Schriftsteller. Vincent bekleidete unter anderem das Amt des britischen Botschafters in Berlin (1920–1926).

## Leben und Arbeit
Vincent war der jüngste Sohn von Sir Frederick Vincent, 11. Baronet (1798–1883) und dessen zweiter Gattin Maria Copley Young († 1899). Er ging als junger Mann in den britischen Staatsdienst. In den 1880er und 1890er Jahren fungierte er unter anderem als Finanzberater der ägyptischen Regierung (1883–1889), Gouverneur der Osmanischen Reichsbank (1889–1897) und konservativer Abgeordneter im House of Commons für Exeter (1899–1906).
Am 2. Juli 1914 wurde er als Baron D’Abernon, of Esher in the County of Surrey in den erblichen Adelsstand erhoben. Mit dem Titel war ein erblicher Sitz im House of Lords verbunden.
Den Ersten Weltkrieg erlebte Vincent als Vorsitzender der zentralen Aufsichtsstelle für Alkoholverkehr (1915–1920). 1920 agierte er zunächst als Angehöriger der Interalliierten Kommission in Polen, wo er Zeuge des Polnisch-Sowjetischen Krieges wurde, bevor er noch im selben Jahr auf Initiative von George Curzon, 1. Marquess Curzon of Kedleston, als britischer Botschafter nach Berlin kam. Dort erlebte er unter anderem das deutsche „Katastrophenjahr“ 1923, in dem er noch heute häufig zitierte Berichte an das britische Foreign Office anfertigte, in denen er Ereignisse wie die „galoppierende Inflation“, den Hitler-Putsch, die Ruhrbesetzung, die separatistische Bewegung im Rheinland und die kommunistischen Aufstände in Sachsen und Thüringen aus britischer Sicht schilderte.
1925 wirkte Vincent maßgebend am Zustandekommen der Konferenz von Locarno mit. Werner von Rheinbaben zitiert in seinen Memoiren den Brief einer gemeinsamen Freundin, die Vincent als einen „absoluten Kosmopolit und Europäer“ charakterisiert, ihm bescheinigt „schlau wie ein Fuchs und (ein) großer Realpolitiker“ gewesen zu sein, und zudem vermerkt, dieser habe sich „mit viel Fleiß in die deutsche Geschichte vertieft und (…) sich große Mühe gegeben, die deutsche Psyche zu verstehen“. Rheinbaben selbst urteilt an selber Stelle, Vincent habe das Vereinigte Königreich 1924/1925 „auf den neuen Kurs hinübergedrückt“, der im Wechsel von der „einseitig pro-französischen Haltung“ der frühen Nachkriegsjahre in der Garantie des deutsch-französischen Sicherheitsabkommens von Locarno bestanden habe (Viermal Deutschland, 1954, S. 214).
1931 gehörte er zu den Gründern des Anglo-German Club in London, der nach 1933 unter seinem Vorsitz und Namen als D’Abernon Club fortgeführt wurde.
Im Zusammenhang mit dem Privatmann Vincent wird in den übrig gebliebenen Zeugnissen besonders seine Kunst- und Kulturbeflissenheit immer wieder hervorgehoben: So soll Vincent, der der Royal Society angehörte, in hohem Maße in der griechischen Kunst bewandert gewesen sein und war während seiner Zeit in Deutschland ein häufiger Besucher des Kaiser-Friedrich-Museums und der Berliner Kammerspiele. In seinem Londoner Haus diente ein von Lady Helen angeschaffter Konzertflügel bei Hauskonzerten.
Am 20. Februar 1926 wurde er zum Viscount D’Abernon, of Esher and Stoke d’Abernon in the County of Surrey, erhoben. Am 2. März 1936 erbte er von seinem verstorbenen Bruder Sir Frederick Vincent, 15. Baronet, den Titel 16. Baronet, of Stoke D’Abernon in the County of Surrey, der 1620 in der Baronetage of England geschaffen worden war.
Seine 1890 geschlossene Ehe mit Helen Venetia Duncombe blieb kinderlos, so dass alle seine Titel mit seinem Tod 1941 erloschen.

## Werke
- Alcohol – Its Action on the Human Organism, London 1918.
- An Ambassador of Peace, Hodder and Stoughton, London 1929–1931.
- The Eighteenth Decisive Battle of the World: Warsaw, London 1931.